# Sotosalbos
Sotosalbos es un municipio y localidad española de la provincia de Segovia, en la comunidad autónoma de Castilla y León. Cuenta con una población de 135 habitantes (INE 2024).

## Geografía
Integrado en la Comunidad de Ciudad y Tierra de Segovia, se sitúa a 20 kilómetros de la capital provincial. El término municipal está atravesado por la carretera  N-110  entre los pK 173 y 174, además de por la carretera local  SG-V-2366  que permite la comunicación con Pelayos del Arroyo. 

El relieve del municipio está formado por la ladera occidental del Macizo de Peñalara, perteneciente a la Sierra de Guadarrama. Los picos más destacados del municipio son el pico Negro (2087 metros) y el pico Picota (1986 metros). Cuenta con varios arroyos, entre los que destaca el arroyo de Sotosalbos, afluente del río Pirón, el cual nace también en el municipio. La altitud oscila entre los 2157 metros en el macizo montañoso que hace de límite con la provincia de Madrid y los 1100 metros a orillas del arroyo de Sotosalbos. El pueblo se alza a 1159 metros sobre el nivel del mar. 

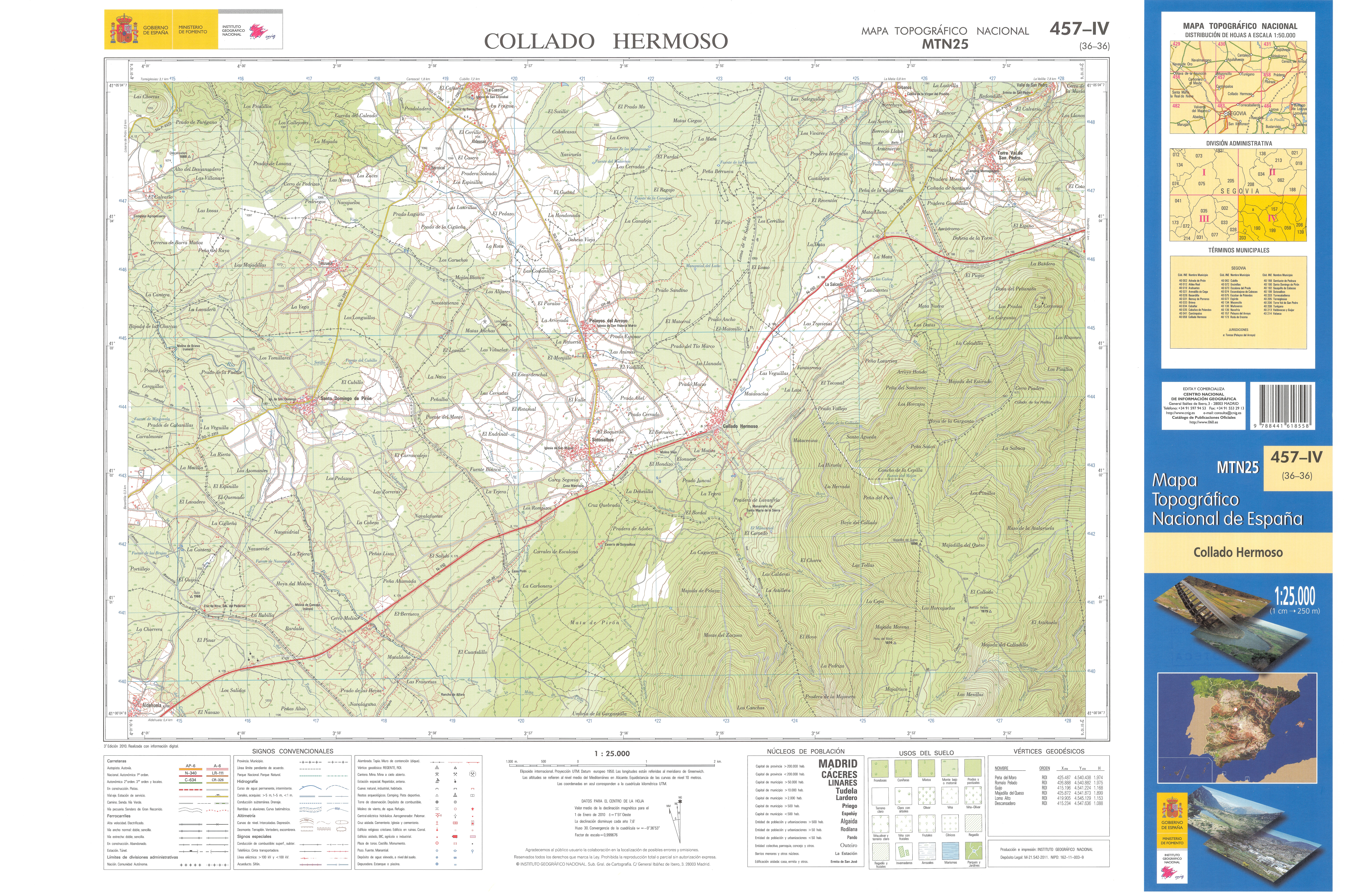
Fragmento de la hoja 457 del Mapa Topográfico Nacional de España de 2010 en el que se representa parte de Sotosalbos

| Noroeste: Pelayos del Arroyo     | Norte: Turégano                 | Noreste: Pelayos del Arroyo |
| Oeste: Santo Domingo de Pirón    |                                 | Este: Collado Hermoso       |
| Suroeste: Santo Domingo de Pirón | Sur: Alameda del Valle (Madrid) | Sureste: Collado Hermoso    |

## Historia

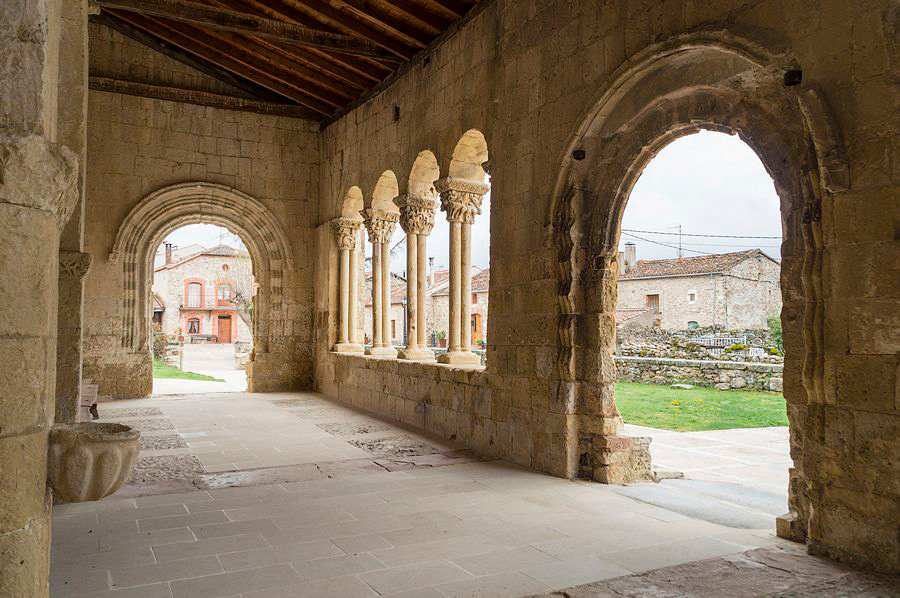
Iglesia de San Miguel

Tras la conquista de la península ibérica por los árabes, las tierras de Sotosalbos permanecieron durante siglos en tierra de nadie, en la franja de terreno comprendida entre los ríos Duero y Tajo, que servía como frontera muelle entre cristianos, al Norte, y musulmanes, al Sur. 
Posteriormente y tras el avance de los cristianos, estas tierras de Sotosalbos fueron donadas al obispado de Segovia en 1116; donación que fue confirmada por Alfonso I el Batallador en 1122, comenzando de inmediato a poblarse el lugar llamado entonces Sotis Albis. Pero desde 1247 ya se menciona como Sotosalbos (sotos blancos). Formó parte del Sexmo de Posaderas de la Comunidad de ciudad y tierra de Segovia.
En 1536 el cabildo segoviano vendió la propiedad a don Pedro de Zúñiga, pasando de esta manera a depender del señorío del marqués de Aguilafuente. La historia de Sotosalbos se encuentra también muy vinculada a Juan Ruiz, arcipreste de Hita, que por el siglo XIV menciona a Sotos Albos en el Libro de buen amor, citando su encuentro en el Puerto de Malangosto con la serrana La Chata.

## Geografía humana

### Demografía
Cuenta con una población de 135 habitantes (INE 2024).
| Gráfica de evolución demográfica de Sotosalbos entre 1828 y 2021 |
| |
| Población según el Diccionario geográfico-estadístico de España y Portugal de Sebastián Miñano. Población de derecho según los censos de población del INE. Población de hecho según los censos de población del INE. |

## Administración y política

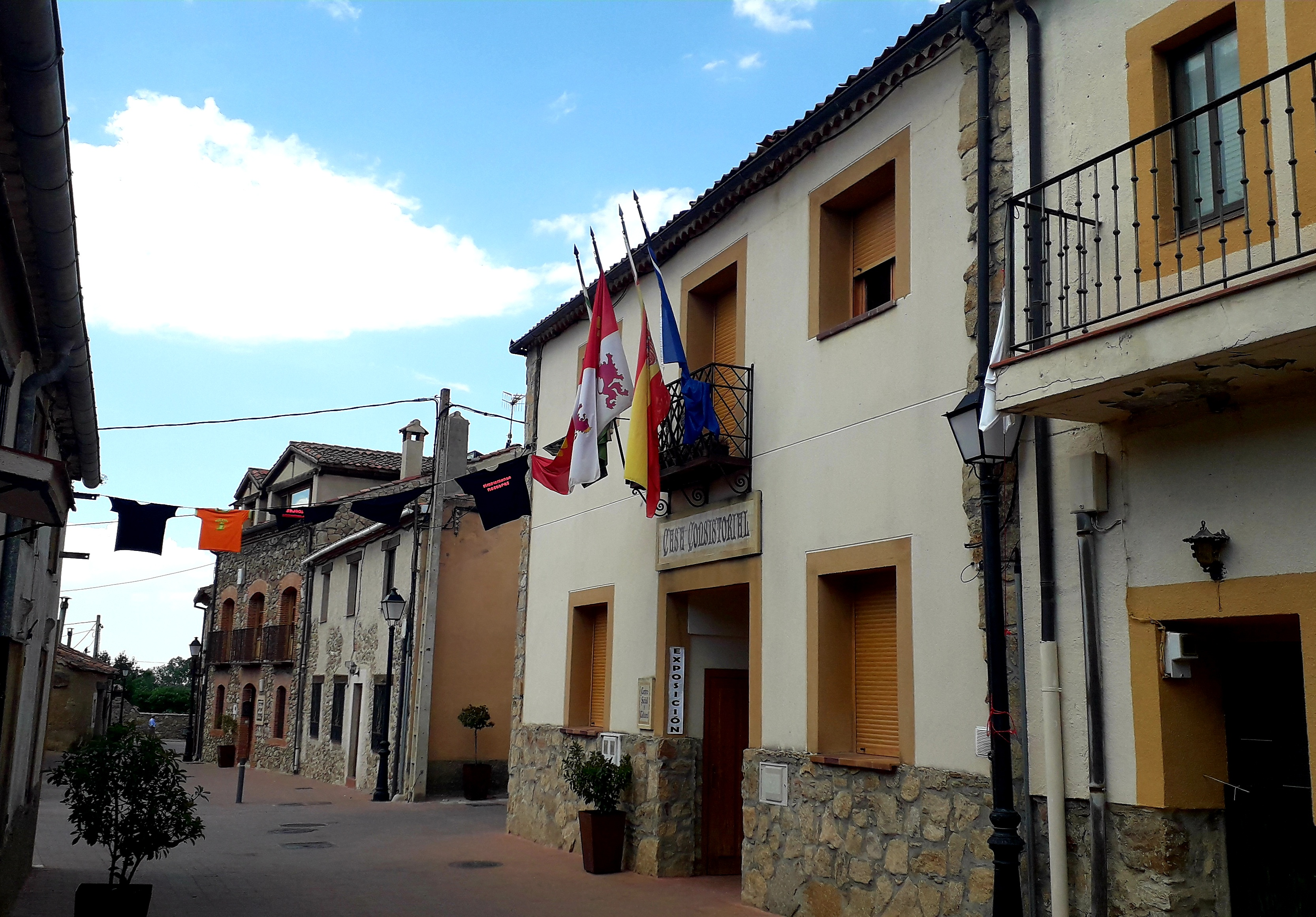
Casa consistorial de Sotosalbos, sede del ayuntamiento

Lista de alcaldes
| Periodo   | Nombre                  | Partido   |
| --------- | ----------------------- | --------- |
| 1979-1983 | Rafael Sanz Sanz        | UCD       |
| 1983-1987 | Rafael Sanz Sanz        | AP-PDP-UL |
| 1987-1991 | Juan José García Gil    | PSOE      |
| 1991-1995 | Juan José García Gil    | PP        |
| 1995-1999 | Rafael Sanz Sanz        | PP        |
| 1999-2003 | Rafael Sanz Sanz        | PP        |
| 2003-2007 | Pedro Jimeno Jimeno     | PP        |
| 2007-2011 | Pedro Jimeno Jimeno     | PP        |
| 2011-2015 | Feliciano Isabel Gimeno | PP        |
| 2015-2019 | Feliciano Isabel Gimeno | PP        |
| 2019-2023 | Feliciano Isabel Gimeno | PP        |
| 2023-act. | Feliciano Isabel Gimeno | PP        |

## Cultura

### Patrimonio
- Potro de Herrar;
- Plaza Mayor;
- Fuente de arriba;
- Fuente de abajo;
- Cruz de Canto;[6]

Iglesia de San Miguel

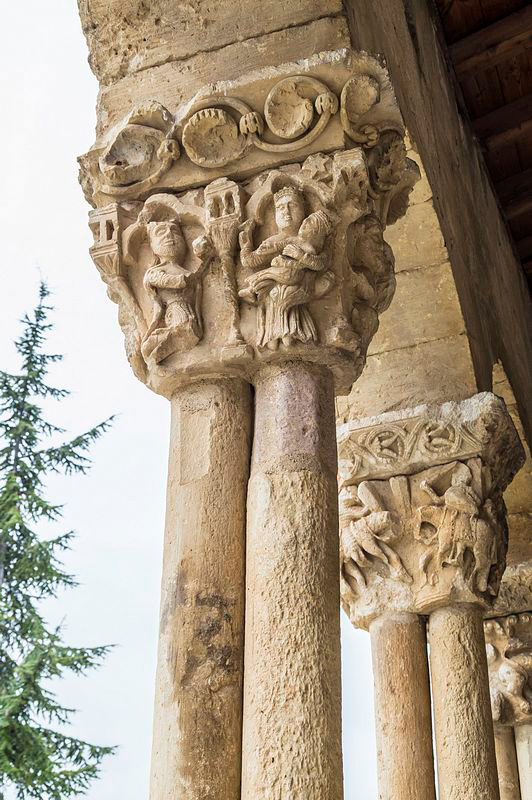
Iglesia románica de San Miguel

La iglesia de San Miguel es una iglesia románica dedicada a San Miguel Arcángel . Fue construida en el siglo XII.

Destaca su galería porticada, típica de esta zona, por la decoración y el número de sus capiteles.

### Fiestas
- Virgen de la Sierra, a los 40 días de Semana Santa;
- María Magdalena, el primer fin de semana de agosto;
- San Miguel, el 29 de septiembre;
- Tarde de Reyes, el 5 de enero;
- Santa Águeda, el fin de semana más cercano al 5 de febrero.[7]

### Leyenda del Tuerto de Pirón
El Tuerto de Pirón era un bandolero nacido en la localidad vecina de Santo Domingo de Pirón. Fernando Delgado Sanz, apodado el Tuerto de Pirón, robaba a los ricos, asaltaba iglesias y caminos, se solía refugiar en posadas de Sotosalbos que fue uno de los lugares donde más actuó.